# 战斗无神论者同盟
战斗无神论者同盟（俄语：Союз воинствующих безбожников）是1925年至1947年间在苏联活动的无神论和反宗教组织，其组成主要是受苏联共产党意识形态和文化观点政策影响的工人和知识分子。其成员主要为党员、共青团团员、无党派人士、工人、老兵等。建立者是叶梅利扬·米哈伊洛维奇·雅罗斯拉夫斯基。